# Championnats du monde de duathlon 1992
Navigation
Édition précédente Édition suivante
Les Championnats du monde de duathlon 1992 présentent les résultats des championnats mondiaux de duathlon en 1992 organisés par la fédération internationale de triathlon.
Ces 3e championnats se sont déroulés à Francfort-sur-le-Main en Allemagne le 7 juin 1992.

## Distances parcourues
| Distances course (kilomètres) | Distances course (kilomètres) | Distances course (kilomètres) |
| Course à pied                 | Cyclisme                      | Course à pied                 |
| ----------------------------- | ----------------------------- | ----------------------------- |
| 10                            | 60                            | 10                            |

## Résultats

### Élite
| Rang               | Athlète          | Pays             | Temps           |
| ------------------ | ---------------- | ---------------- | --------------- |
| Médaille d'or      | Matt Brick       | Nouvelle-Zélande | 2 h 33 min 12 s |
| Médaille d'argent  | Benjamin Parades | Mexique          | 2 h 33 min 44 s |
| Médaille de bronze | Mark Koks        | Pays-Bas         | 2 h 34 min 44 s |

| Rang               | Athlète       | Pays      | Temps           |
| ------------------ | ------------- | --------- | --------------- |
| Médaille d'or      | Jenny Alcorn  | Australie | 2 h 53 min 49 s |
| Médaille d'argent  | Sue Schlatter | Canada    | 2 h 54 min 06 s |
| Médaille de bronze | Thea Sybesma  | Pays-Bas  | 2 h 55 min 41 s |

### Junior
| Rang               | Athlète           | Pays             | Temps           |
| ------------------ | ----------------- | ---------------- | --------------- |
| Médaille d'or      | Jamie Hunt        | Nouvelle-Zélande | 2 h 44 min 43 s |
| Médaille d'argent  | Olivier Hufschmid | Mexique          | 2 h 48 min 19 s |
| Médaille de bronze | Norman Stadler    | Pays-Bas         | 2 h 28 min 33 s |

| Rang               | Athlète         | Pays             | Temps           |
| ------------------ | --------------- | ---------------- | --------------- |
| Médaille d'or      | Heidi Alexander | Nouvelle-Zélande | 3 h 09 min 30 s |
| Médaille d'argent  |                 |                  |                 |
| Médaille de bronze |                 |                  |                 |

## Tableau des médailles
| Rang  | Nation           | Or | Argent | Bronze | Total |
| ----- | ---------------- | -- | ------ | ------ | ----- |
| 1     | Nouvelle-Zélande | 3  | 0      | 0      | 3     |
| 2     | Australie        | 1  | 0      | 0      | 1     |
| 3     | Canada           | 0  | 1      | 0      | 1     |
| -     | Mexique          | 0  | 1      | 0      | 1     |
| -     | Suisse           | 0  | 1      | 0      | 1     |
| 6     | Pays-Bas         | 0  | 0      | 2      | 2     |
| 7     | Allemagne        | 0  | 0      | 1      | 1     |
| Total | Total            | 4  | 3      | 3      | 10    |